# 吳蓓華
吳蓓華（英語：Nicole Michele Fardel，1967年3月3日—），香港女子馬術運動員。

## 簡歷
吳蓓華1986年首次代表香港參戰漢城亞運會場地障礙賽，其後又代表中國香港出戰過2002年亞洲運動會和2010年亚洲运动会的三項賽，但三次參賽也只能拿得第四名。
2013年10月，吳蓓華與14歲的賽駒「The Navigator」參與英國 Osberton CCI 一星級國際賽事，憑比賽成績取得亞運會的參賽資格。
2014年9月，吳蓓華代表中國香港參加南韓仁川舉行的亞運會馬術比賽，個人第四度出戰亞運會。她與何苑欣和何誕華合作贏得團體三項賽（盛裝舞步賽、越野賽及障礙賽）銅牌。